# Кралєва-Велика
Кралєва-Велика (хорв. Kraljeva Velika) — населений пункт у Хорватії, у Сисацько-Мославинській жупанії у складі громади Липовляни.

## Населення
Населення за даними перепису 2011 року становило 471 осіб.
Динаміка чисельності населення поселення:

## Клімат
Середня річна температура становить 11,34 °C, середня максимальна – 25,81 °C, а середня мінімальна – -5,41 °C. Середня річна кількість опадів – 912 мм.
| Клімат поселення                              | Клімат поселення | Клімат поселення | Клімат поселення | Клімат поселення | Клімат поселення | Клімат поселення | Клімат поселення | Клімат поселення | Клімат поселення | Клімат поселення | Клімат поселення | Клімат поселення | Клімат поселення |
| Показник                                      | Січ.             | Лют.             | Бер.             | Квіт.            | Трав.            | Черв.            | Лип.             | Серп.            | Вер.             | Жовт.            | Лист.            | Груд.            |                  |
| Середній максимум, °C                         | 6,76             | 8,78             | 13,14            | 17,70            | 22,56            | 25,81            | 24,98            | 24,12            | 20,47            | 15,45            | 9,98             | 5,70             |                  |
| Середня температура, °C                       | 0,68             | 2,70             | 7,03             | 11,60            | 16,46            | 19,72            | 21,17            | 20,33            | 16,66            | 11,65            | 6,20             | 1,91             |                  |
| Середній мінімум, °C                          | −5,41            | −3,41            | 0,94             | 5,51             | 10,37            | 13,62            | 17,37            | 16,52            | 12,86            | 7,84             | 2,36             | −1,9             |                  |
| Норма опадів, мм                              | 57               | 53               | 62               | 75               | 82               | 93               | 83               | 87               | 79               | 83               | 88               | 70               |                  |
| Середньомісячна швидкість вітру, м/с          | 1.70             | 1.96             | 2.32             | 2.20             | 2.04             | 1.90             | 1.81             | 1.70             | 1.70             | 1.70             | 1.74             | 1.80             |                  |
| Середньомісячна сонячна радіація, кДж/м²·день | 4273             | 7067             | 10936            | 15349            | 19591            | 21907            | 22700            | 19818            | 14738            | 9078             | 4805             | 3497             |                  |
| --------------------------------------------- | ---------------- | ---------------- | ---------------- | ---------------- | ---------------- | ---------------- | ---------------- | ---------------- | ---------------- | ---------------- | ---------------- | ---------------- | ---------------- |
| Джерело:                                      |                  |                  |                  |                  |                  |                  |                  |                  |                  |                  |                  |                  |                  |